# بريناري

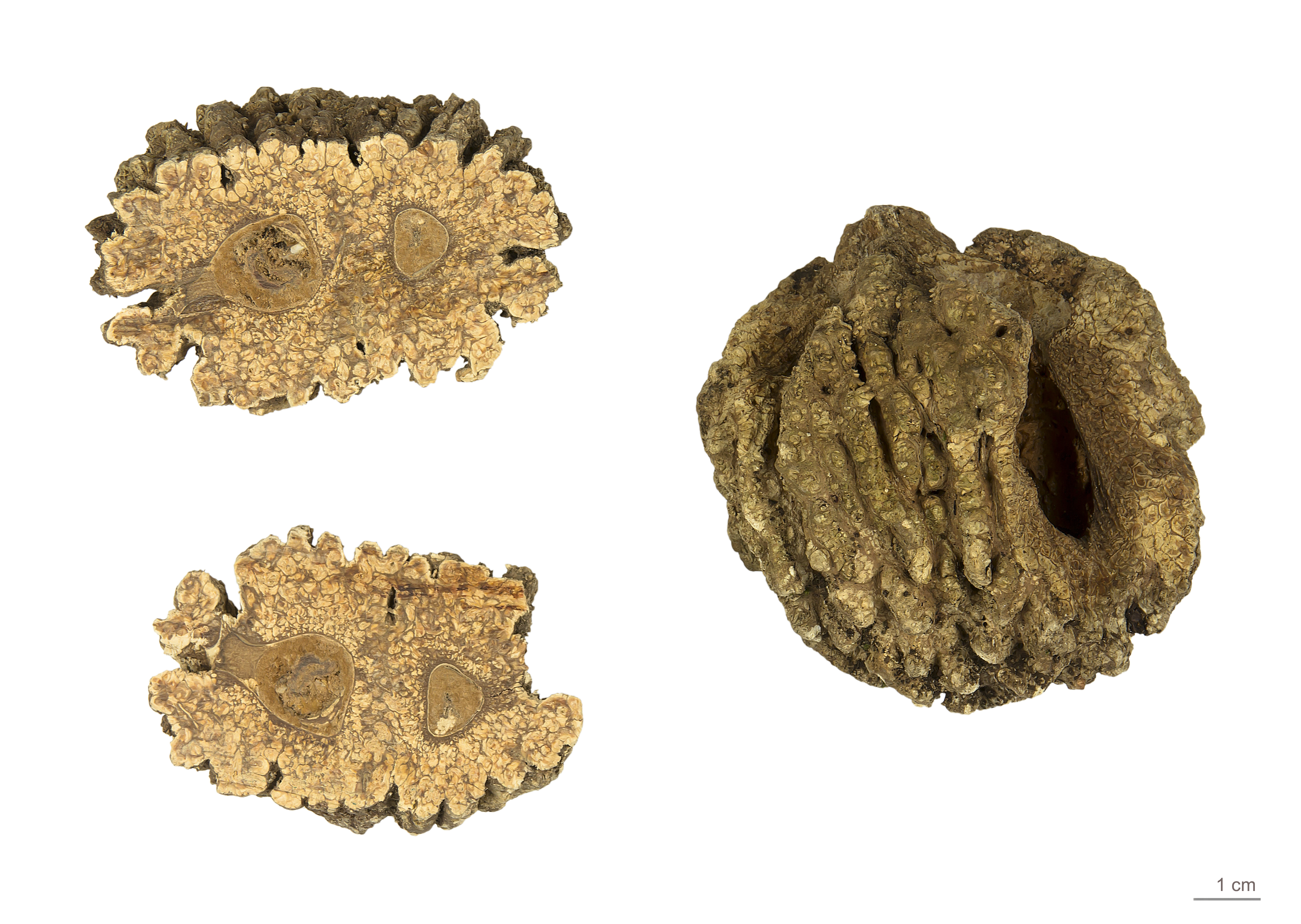
Parinari montana

البريناري (الاسم العلمي: Parinari) هو جنس من النباتات يتبع فصيلة البلوطية الذهبية من رتبة الملبيغيات.

## أنواع البريناري
- بريناري إلمري
- بريناري باسق
- بريناري حريري فضي
- بريناري حقلي
- بريناري رأس الرجاء
- بريناري صلب
- بريناري فلزي
- بريناري كورتلي الأوراق
- بريناري كيناري
- بريناري متطاول الأوراق
- بريناري مخدد
- بريناري نوندا
- بريناري بابوياني
- بريناري برازيلي
- بريناري تشوكوي
- بريناري جبلي
- بريناري جزري
- بريناري سبروسي
- بريناري سميك الأوراق
- بريناري سومطري
- بريناري شاطئي
- بريناري صغير الأوراق
- بريناري صغير
- بريناري عملاق
- بريناري غربي
- بريناري قلبي الأوراق
- بريناري ماغوايري
- بريناري متساوي
- بريناري مفلطح الأوراق